# Leptopelis zebra
Leptopelis zebra är en groddjursart som beskrevs av Jean-Louis Amiet 200. Leptopelis zebra ingår i släktet Leptopelis och familjen Arthroleptidae. IUCN kategoriserar arten globalt som nära hotad. Inga underarter finns listade i Catalogue of Life.